# Chaetostoma pearsei

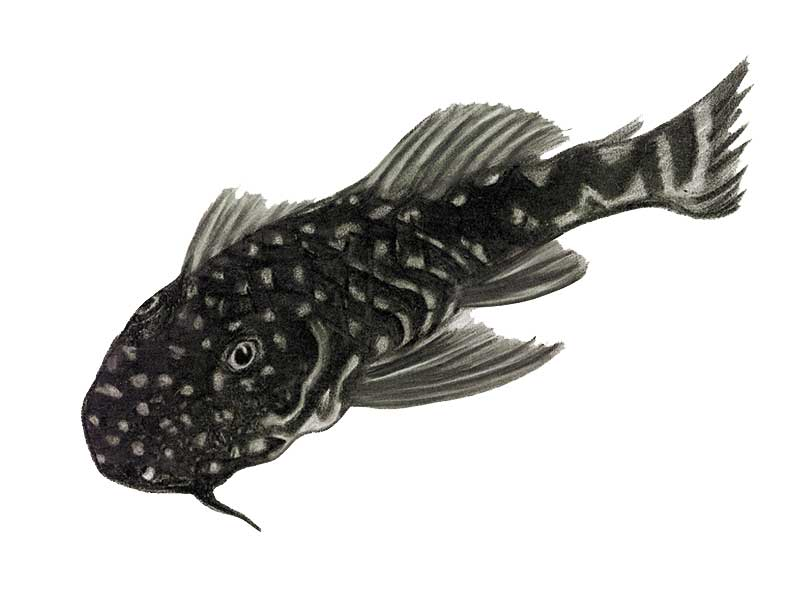

Corroncho del lago de Valencia “Chaetostoma pearsei” también denominado corroncho del Tuy, corroncho de puntos blancos, Valencia Lake armored catfish, white spot bulldog pleco, white spot rubbernose.El corroncho del lago de Valencia una especie  endémica de Venezuela, es decir, es único de ese país. Se le reporta específicamente en la faja montañosa meridional de la Cordillera de la Costa. Según el Libro Rojo de la Fauna Venezolana  esta especie se encuentra en la categoría En Peligro. 
.

## Morfología
Es un pez  de tamaño pequeño que mide 10 cm máximo de longitud estándar (desde la cabeza hasta la cola). De aspecto similar a otros corronchos, posee el cuerpo cubierto por placas óseas a excepción del vientre. La boca es grande en posición ínfera formando ventosa con los labios, y tiene ojos muy separados entre sí. Es muy característico en este pez que en épocas reproductivas su hocico adquiera una apariencia gomosa que le ha valido su nombre en inglés de «rubber nose». Su coloración es gris parduzca muy oscura con manchas más claras y pequeños puntos blancos en las aletas, dorso y cabeza.

## Situación
La biología y situación poblacional de esta especie es muy poco conocida, habita en las dos cuencas más amenazadas, contaminadas e intervenidas de la región central (Tuy y lago de Valencia, Venezuela). En general es escasa en la mayoría de sus localidades y ha desaparecido en algunas. Según el Libro Rojo de la Fauna Venezolana se encuentra dentro de la categoría En Peligro.

## Amenazas
El corroncho del lago de Valencia enfrenta destrucción total o modificación de su hábitat, causada, entre otros fenómenos, por el desarrollo urbano, rellenos sanitarios o basureros, interrupción y encauzamiento de las quebradas para la construcción de carreteras y represas, extracción de arenas, contaminación industrial y doméstica de los cursos de agua e introducción de especies exóticas.

## Conservación
El Corroncho del lago de Valencia carece de cualquier tipo de protección específica, salvo que en ciertas partes de su área de distribución sus poblaciones están ubicadas dentro del parque nacional Guatopo ubicado entre los Estados Miranda y Guárico, Venezuela. El Ministerio de Ecosocialismo y Aguas  de Venezuela (previamente Ministerio del Ambiente), adelanta un programa de saneamiento con actividades de investigación, educación ambiental, construcción de plantas de tratamiento de aguas residuales y establecimiento de reglas que velen por la calidad  de los cursos hídricos. Sin embargo, las acciones emprendidas no han sido suficientes ni efectivas.También se han recomendado ensayos de conservación en cautiverio y su reintroducción en áreas de su distribución original que mantengan condiciones ambientales adecuadas.